# April Winchell
April Terri Winchell (New York, 4 gennaio 1960) è un'attrice e doppiatrice statunitense.

## Biografia
Figlia unica dell'attore e doppiatore Paul Winchell e di Nina Russell.
Dopo una breve relazione con l'attore Kevin Spacey, è stata sposata dal 1999 al 2013 con il direttore artistico Mick Kuisel. Dal 2013 è sposata con John Foley.

## Doppiaggio
- Clarabella in House of Mouse - Il Topoclub, Topolino, Paperino, Pippo: I tre moschettieri, La casa di Topolino
- Peg in Ecco Pippo!
- Dyl Piquel  in Bonkers gatto combinaguai
- Pompiera e madre in Topolino e la magia del Natale
- Madame Raya in Alvin e i Chipmunks incontrano l'Uomo Lupo
- Mezzana in Mulan II
- Sylvia in Wander
- Lady DeBurne in Il gobbo di Notre Dame II